# Берн Арена (стадион для хоккея с мячом)
Стадион «Берн Арена» (швед. Behrn Arena) — спортивное сооружение в Эребру, Швеция. Входит в состав спортивного комплекса Берн Арена. Сооружение предназначено для проведения  матчей по  хоккею с мячом. Арену для домашних игр использует команда по хоккею с мячом — Эребру. Трибуны спортивного комплекса вмещают 4 000 зрителей.
Открыта арена в 2009 году. Арена возведена на месте прежнего стадиона — Исстадион, построенного в 1963 году.
Инфраструктура: искусственный лёд, крыша.

## Информация
Адрес: Эребру, Restalundsvägen, 17 (Örebro)